# Vranucha
Vranucha (Cephalopterus) je rod křikavých pěvců z čeledi kotingovití (Cotingidae). Jsou známy celkem tři druhy vranuch, z nichž všechny žijí v neotropické oblasti. Vranucha středoamerická (Cephalopterus glabricollis) je endemitem Kostariky a Panamy, vranucha ozdobná (Cephalopterus ornatus) se vyskytuje v Amazonské nížině a vranucha dlouholaločnatá (Cephalopterus penduliger) v andském regionu v jihozápadní Kolumbii a západním Ekvádoru. Zřídka bývaly všechny vranuchy klasifikovány jako jediný druh.
Vranucha ozdobná je se svými 48 až 51 cm délky a asi 500 g hmotnosti (v případě dospělého samce) nejen největším zástupcem vranuch, ale i největším pěvcem neotropické oblasti. Zástupci tohoto rodu se vyznačují černým opeřením, mohutným zobákem podobným krkavčímu a výrazným pohlavním dimorfismem. Samci jsou větší než samice a vynikají rovněž specifickými druhotnými pohlavními znaky, zejména výrazně vyvinutým hřebenem na hlavě, jenž jim v některých jazycích díky svému tvaru vynesl pojmenování „deštníkoví ptáci“. Samce vranuchy středoamerické navíc zdobí výrazná šarlatová kůže na hrdle, z níž vyrůstá tenký lalok s prodlouženými pery na konci, zatímco samci zbývajících druhů mají mohutný opeřený lalok, u vranuchy dlouholaločnaté až 35 cm dlouhý.
Vranuchy žijí, v závislosti na druhu, v různých lesních biotopech. Vranucha středoamerická sezónně migruje a v hnízdním období se přesouvá do horských oblastí v nadmořské výšce až 2 100 m. Potravu vranuch tvoří plody včetně plodů palmových, dále hmyz a taktéž menší obratlovci, jako jsou anolisové. Během období rozmnožování samci demonstrují své kvality v malých skupinách na tokaništích. Vranuchy hnízdí na stromech a snáší jen jedno vejce. Hnízdo vranuchy ozdobné je prý tak chatrné, že je vejce patrné zespod. Vranucha středoamerická i dlouholaločnatá patří mezi obecně ohrožené druhy podle IUCN.